# Renata Lucas
Renata Lucas   (Ribeirão Preto, 1971) és una artista visual brasilera que realitza intervencions en espais públics.
Després d’un màster en arts a la Universitat Estatal de Campinas, es va doctorar a la Universitat de São Paulo. La representa la galeria Luisa Strina. Va donar-se a conèixer el 2006, amb l'obra Matemática Rápida. El seu treball, inspirat en l'obra de Gordon Matta-Clark o Michael Asher, carrega una forta crítica social.

## Premis i reconeixements
- 2009: Guanyadora del Premi Fundació Dena per la seva obra Matemática rápida.[6]
- 2009: Guanyadora del premi Schering Stifung per la seva exposició al Kunst-Werke de Berlín.[7]
- 2010: Guanyadora de la primera edició del premi PIPA que anima a reconeguts artistes brasilers a entrar en l'escena internacional.[8][9]

## Exposicions

### Exposicions personals
- 2006: Museu de Arte Moderna Aloísio Magalhães, Recife
- 2007: Renata Lucas Falha, REDCAT (Roy and Edna Disney / CalArts Theatre), Los Angeles
- 2007: Renata Lucas Gasworks Gallery, Londres
- 2010: Renata Lucas, Kunst-Werke Berlin[10]
- 2011: Renata Lucas per tercera vegada, Peep-Hole Mailand
- 2012: Falha / Failure, Hordaland kunstsenter, Bergen (Noruega)
- 2014: Renata Lucas, Wiener Secession, Viena

### Exposicions col·lectives
- 2006: 27 Biennal de São Paulo, Sao Paulo
- 2007: El món com a escenari Tate Modern, Londres
- 2008: 16 Sydney Biennal, Sydney
- 2008: Triennal de Yokohama, Yokohama
- 2008: El món com a escenari Boston Institute of Contemporary Art, Boston[11]
- 2009: Fare Mondi / Making Worlds 53 e Biennale di Venezia, Venècia
- 2010: Anna Strand, Renata Lucas Malmö Konsthall, Malmö
- 2011: 12 Biennal d'Istanbul, Istanbul
- 2012: Documenta 13, Kassel
- 2013: Museu d'Art de Tel-Aviv
- 2014: 10 Biennal de Gwangju, Gwangju[12]
- 2015: Gallery Weekend, Berlín
- 2018: Le Grand Monnayage, Biennal d'art contemporani de Melle, Melle

## Publicacions
- Lucas, Renata. Renata Lucas, 2010. ISBN 978-3-941560-96-3.
- Lucas, Renata. Renata Lucas : postpone the end..  Cinisello Balsamo, Milan: Silvana, 2009. ISBN 978-88-366-1576-6.